# NGC 703
NGC 703 je galaksija u zviježđu Andromeda.

## Vanjske poveznice
- SEDS: NGC 703